# Фабрега (Виченца)
Фабрега је насеље у Италији у округу Виченца, региону Венето.
Према процени из 2011. у насељу је живело 62 становника. Насеље се налази на надморској висини од 57 м.